# Пітер Вайльдблад
Пітер Вайльдблад (англ. Peter Wildeblood, 1923—1999) — британсько-канадський журналіст, письменник, драматург і оборонець прав ґеїв. Він був одним із перших у Великій Британії, хто публічно заявив про свою гомосексуальність. Його книжка «Проти закону» (Against the Law), що вийшла друком у 1955 році, спричинилася до дебатів у Парламенті, результатом яких стала декриміналізація гомосексуальності у Великій Британії.

## Біографія
Пітер Вайльдблад народився в містечку Алассіо в Італії. Його батько Генрі Седдон Вайльдблад був відставним інженером Індійського департаменту громадських робіт, мати — Вініфред Ізабель (Еванс), донька власника овечої ферми в Аргентині.
Вайльдблад виграв стипендію в Коледжі Радлі й у 1941 році розпочав навчання в Триніті-коледжі в Оксфорді, але незабаром залишив його через слабке здоров'я. Незабаром він став волонтером у Королівських ВПС, служив пілотом і метеорологом у Південній Родезії.Демобілізувавшись, Вайльдблад повернувся до Триніті Коледжу в 1945 році, закінчивши його з відзнакою.